# Kendrick Bourne
Kendrick L. Bourne (Portland, 4 agosto 1995) è un giocatore di football americano statunitense che milita nel ruolo di wide receiver per i New England Patriots della National Football League (NFL).

## Carriera

### San Francisco 49ers
Bourne firmò con i San Francisco 49ers dopo non essere stato scelto nel Draft NFL 2017. Nel corso della settimana 9 contro gli Arizona Cardinals ricevette i primi 2 passaggi in carriera. La sua prima stagione si concluse con 11 presenze, con 16 ricezioni per 257 yard. Il capo-allenatore Kyle Shanahan lodò i suoi progressi nel corso dell'anno.
Il 16 settembre 2018 Bourne segnò il suo primo touchdown nella vittoria contro i Detroit Lions. Nella sua seconda stagione disputò tutte le 16 partite, di cui 8 come titolare, con 42 ricezioni per 487 yard e 4 touchdown. L'anno seguente non disputò nessuna gara come titolare ma mise a segno un nuovo primato personale di 5 touchdown. Il 2 febbraio 2020 scese in campo nel Super Bowl LIV in cui guidò la sua squadra con 42 yard ricevute ma i 49ers furono sconfitti per 31-20 dai Kansas City Chiefs.

### New England Patriots
Il 16 marzo 2021 Bourne firmò un contratto biennale del valore di 26 milioni di dollari con i New England Patriots.

## Palmarès
- National Football Conference Championship: 1

San Francisco 49ers: 2019